# Isabel de Orléans e Bragança
Isabel de Orléans e Bragança (Sena Marítimo, 13 de agosto de 1911 – Chérisy, 5 de julho de 2003), mais conhecida pelo seu título de cortesia de "Condessa de Paris", foi uma descendente da família imperial brasileira, neta da Princesa Isabel do Brasil.

## Infância e juventude

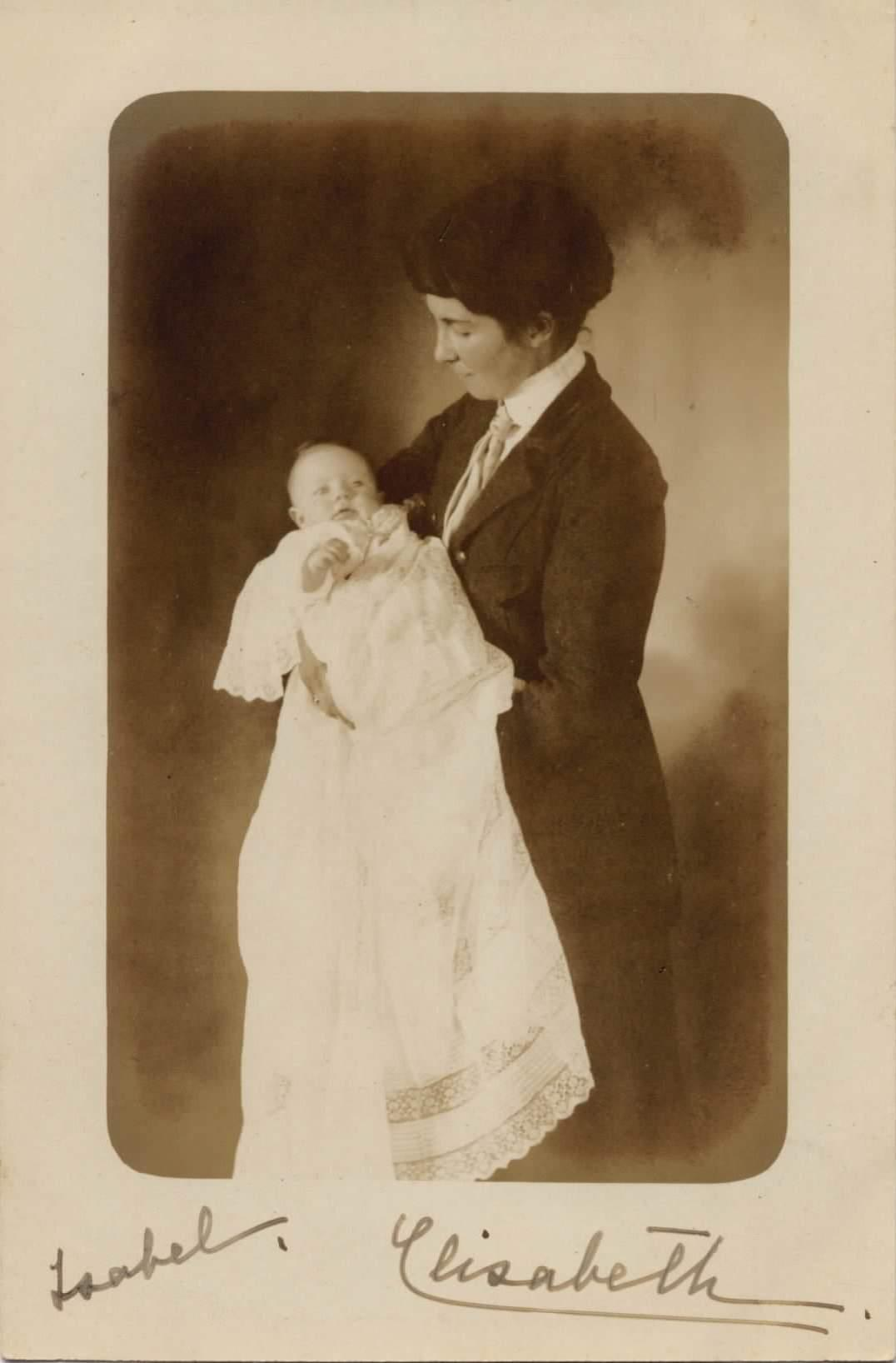
Isabel nos braços de sua mãe, por volta de 1911.

Primogênita de Pedro de Alcântara de Orléans e Bragança e de Elisabeth Dobrzensky de Dobrzenicz, foi batizada em 15 de agosto, tendo como padrinhos seus avós paternos, D. Isabel de Bragança, a última princesa imperial do Brasil, filha do Imperador Dom Pedro II do Brasil, e o príncipe Gastão de Orléans, Conde d'Eu.
Isabel nasceu em um pavilhão nos terrenos do Château d'Eu, a casa de seu avô paternom na cidade de Eu, no departamento Seine-Maritime da França, na Normandia. Ela recebeu o nome homenagem a sua avó paterna, a princesa imperial.
Em 1891, seu pai tornou-se pretendente ao título de Príncipe Imperial do Brasil para os monarquistas quando sua avó se tornou pretendente ao trono após a morte do imperador no exílio. Em 1908, ele renunciou a seus direitos sucessórios, e os de seus descendentes, para se casar com a nobre da Boêmia Condessa Elisabeth Dobrzensky de Dobrzenicz. Embora a princesa imperial negasse o consentimento dinástico, seus pais compareceram ao casamento. No entanto, com o acordo do Duque de Orleães, Chefe da Casa de Orléans à qual pertencia paternalmente, ele e seus descendentes mantiveram o direito de usar o título de Príncipes e Princesas de Orléans-Bragança.
Após a morte de seus avós maternos, os pais de Isabel se mudaram do Pavillon des Ministres nos terrenos do castelo para o Chateau principal. Eles passaram os meses de inverno em uma casa em Boulogne-sur-Seine. Em 1924, o primo de seu pai, o príncipe Adam Czartoryski, colocou à disposição da família apartamentos no palaciano Hôtel Lambert na Île Saint-Louis em Paris, onde Isabel e seus irmãos realizaram seus estudos. A família viajou muito e grande parte da juventude de Isabel foi gasto visitando seus parentes maternos em sua grande propriedade em Chotěboř, Tchecoslováquia, Attersee, Áustria, Goluchow e Polônia. Com o pai, Isabel visitou Nápoles, Constantinopla, Rodes, Esmirna, Líbano, Síria, Cairo, Palestina e Jerusalém.
Em 1920, o Brasil suspendeu a lei de banimento contra sua antiga dinastia e os convidou a trazer para casa os restos mortais de Pedro II, embora o avô de Isabel, o Conde d'Eu, tenha morrido no mar durante a viagem. Mas após visitas anuais ao longo da década seguinte, seus pais decidiram repatriar a família para Petrópolis permanentemente, onde Isabel frequentava a escola de Notre-Dame-de-Sion enquanto a família se fixava no Palácio do Grão Pará. Até então, Isabel foi educada em particular por governantas e tutores.

## Casamento

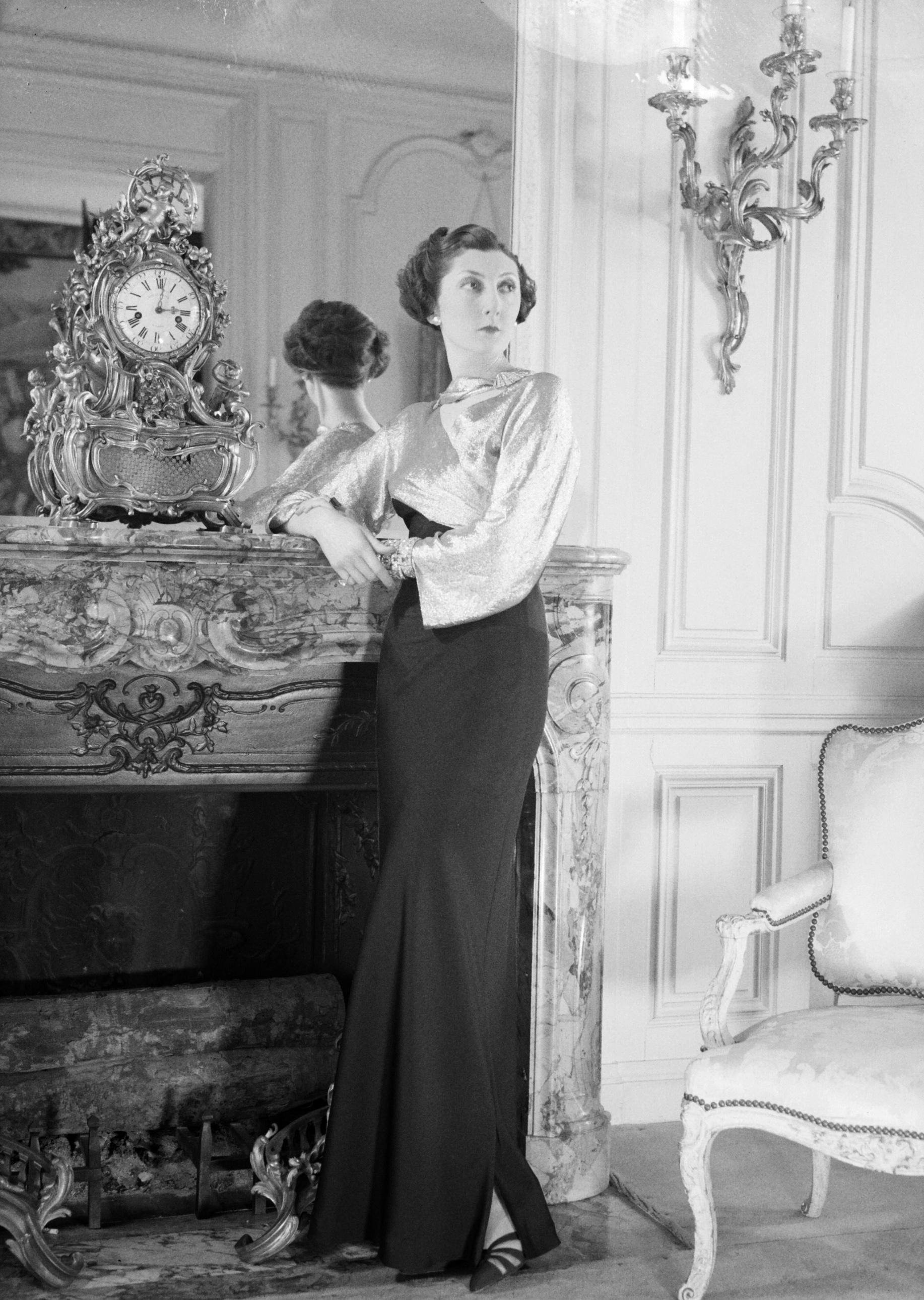

A princesa Isabel conheceu seu primo em terceiro grau, o príncipe Henrique de Orléans, herdeiro do chefe da Casa de Orléans, em 1920 na casa da Duquesa de Chartres, avó de Henrique que também era prima de ambos os avós de Isabel. No verão de 1923, Henrique era um hóspede no Chateau d'Eu, quando Isabel, aos 12 anos, decidiu que um dia se casaria com ele. No entanto, ele aparentemente não tomou conhecimento dela no casamento de sua irmã, Ana, com o Duque de Aosta em Nápoles em 1927. Durante uma visita à casa de seus pais, o Manoir d'Anjou em Bruxelas, na Páscoa de 1928, Henri começou a mostrar interesse por Isabelle, e ainda mais em uma reunião de família em julho de 1929.
Henri propôs casamento a Isabel em 10 de agosto de 1930 enquanto participava de uma caçada na casa do Conde Dobržensky em Chotěboř. O casal manteve seu noivado em segredo até uma reunião de família em Attersee no final daquele verão, mas foram obrigados pelo Duque de Guise a esperar até que Henrique terminasse seus estudos na Universidade de Louvain antes que o noivado fosse oficialmente anunciado em 28 de dezembro de 1930.
Em 8 de abril de 1931, Isabel e Henrique se casaram na Catedral de Palermo, ela tinha 19 anos, ele 22. O casamento foi realizado na Sicília, uma vez que a lei de banimento contra os herdeiros das antigas dinastias da França ainda não havia sido revogada. As duas famílias escolheram Palermo porque a família de Isabelle possuía um palácio lá, que havia sido o local de três casamentos anteriores. O casamento deu origem a várias manifestações monarquistas, e a estrada que levava à catedral estava repleta de centenas de visitantes da França que viam Henrique como o herdeiro legítimo do trono francês. Ele foi recebido com gritos como "Vive le roi, Vive la France", juntamente com outros gritos e canções monárquicas. A estes apoiantes juntaram-se 1 200 convidados, incluindo membros das famílias dos noivos, juntamente com representantes de outras dinastias reais.

## Últimos anos

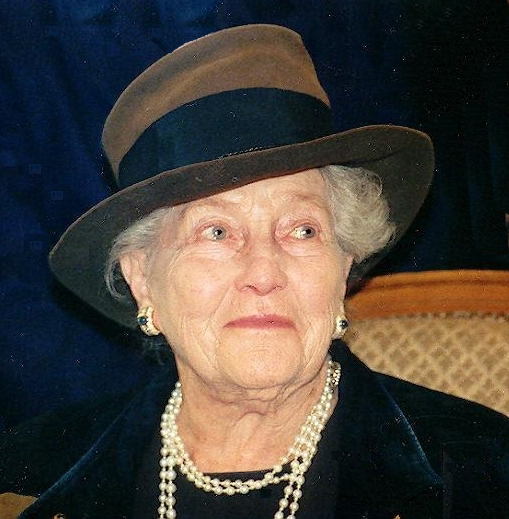
Isabel em 1995.

Henrique se tornou-se pretendente ao trono da França após a morte de seu pai, o Duque de Guise, em 1940. Em 1947, a família de Henrique e Isabel passou a residir na Quinta do Anjinho, uma propriedade em Sintra, na Riviera Portuguesa. Em 1950, a lei de banimento foi revogada e a família mudou-se para Paris.
Participou ativamente ao lado do marido das atividades do partido orleanista a partir da década de 1950. Tendo morado fora da França por alguns períodos, habitando em Portugal, no Marrocos, e abrigando-se no Brasil durante a Segunda Guerra Mundial (1939-1945). A partir dos anos 1970, passou a viver separada do marido num apartamento da família, em Paris, nos arredores da rue de Miromesnil.
Isabel, chamada Madame, e seu marido usavam o brasão real francês. Ela sobreviveu ao seu falecido marido por quatro anos. residiu diversas organizações de caridade.
Foi escritora, destacando-se o livro de memórias De todo coração (em francês: Tout m‘est bonheur) em dois tomos.

## Descendência
De seu casamento com Henrique de Orléans, nasceram onze filhos:
- Isabel Maria Laura Vitória de Orléans, Condessa de Schönborn-Buchheim (8 de abril de 1932, Bélgica), casou-se com Frederico Carlos, Conde de Schönborn-Buchheim. Com descendência.
- Henrique Filipe Pedro Maria de Orleães, Duque de França, Conde de Paris (Bélgica, 14 de junho de 1933 – 21 de janeiro de 2019, Paris), Casou-se em primeiras núpcias com a Duquesa Maria Teresa de Württemberg, e em segundas núpcias com Micaela Cousino. Com descendência
- Helena Astrid Leopoldina Maria de Orléans, condessa de Limburg Stirum (17 de setembro de 1934), casou-se com o Conde Evrard de Limburg Stirum. Com descendência
- Francisco Gastão Miguel Maria de Orléans, duque d'Orléans (Bélgica, 15 de agosto de 1935 – 11 de outubro de 1960, Argélia)
- Ana Margarida Brígida Maria de Orléans, Infanta da Espanha, duquesa de Calábria (4 de dezembro de 1938), Casou-se com Carlos, Duque de Cálabria, Infante da espanha (1965 - 2015).
- Diana de Orléans, duquesa de Württemberg (24 de março de 1940, Petrópolis)
- Miguel José Benedito Maria de Orléans, conde de Évreux (25 de junho de 1941, Marrocos), casou-se com Beatriz Pasquier de Franclieu, filha do Conde Bruno Pasquier de Franclieu e sua esposa, Jacqueline Térisse. Com descendência.
- Jaime João Maria Jaroslau de Orléans, duque d'Orléans (25 de junho de 1941, marrocos), se casou com Françoise Thérèse Gersende de Sabran-Pontèves, filha de Marie Joseph Elzear Foulques de Sabran-Pontèves, 7.° Duque de Sabran-Pontèves e Roselyne Manca-Amat de Vallombrosa, Gersende também descende de James II da Inglaterra através de seu filho ilegítimo, James Fitzjames, 1.º Duque de Berwick, através da mãe de seu avô materno, Geneviève de Perusse des Cars e (cuja mãe era uma descendente direto na linhagem masculina do marechal Jean Lannes). Com descendência.
- Claudia Maria Inês Catarina de Orléans, duquesa d'Aosta (11 de dezembro de 1943, marrocos), casou-se com Amadeo de Aosta era filho do duque Aimão de Aosta e de sua esposa, a princesa Irene da Grécia. Com descendência
- Joana de Chantal Alice Clotilde Maria de Orléans, baronesa de Sambucy de Sorgue (9 de janeiro de 1946), casou-se com o Barão François Xavier de Sambucy de Sorgue. Com Descendência
- Teobaldo Luis Dionisio Humberto Maria de Orléans, conde de La Marche (1948–1983), casou-se com Mercedes Marion Gordon-Orr. Com descendência.

## Obras literárias
- Tout m'est bonheur (souvenirs), Éditions Robert Laffont, coll. « Vécu », Paris, 1978. 440 p.-[16] p. de pl. ; 24 cm. ISBN 2-221-00107-9.
- Les Chemins creux (souvenirs, suite de Tout m'est bonheur), Éditions Robert Laffont, coll. « Vécu », Paris, 1981. 274 p.-[16] p. de pl. ; 24 cm. ISBN 2-221-00817-0.
- Blanche de Castille, mon aïeule (biographie), Éditions Robert Laffont, Paris, 1991. 282 p. ; 24 cm. ISBN 2-221-07093-3.
- Moi, Marie-Antoinette (biographie romancée), Éditions Robert Laffont, Paris, 1993. 237 p. ; 24 cm. ISBN 2-221-07485-8.
- La reine Marie-Amélie [Texte imprimé] : grand-mère de l'Europe (biographie), Éditions Perrin, Paris, 1998. 474 p.-[12] p. de pl. ; 23 cm. ISBN 2-262-01451-5.
- L'album de ma vie (souvenirs, avec la collaboration de Cyrille Boulay), Éditions Perrin, coll. « les Souvenirs du Gotha », Paris, 2002. 111 p. ; 29 cm. ISBN 2-262-01832-4.